# Kat Abughazaleh
Katherine (Kat) Marie Abughazaleh (Dallas, 24 maart 1999), ook bekend als Kat Abu, is een Amerikaans journalist, influencer, progressief politiek commentator en politicus van Palestijnse afkomst. Ze kreeg bekendheid via haar video's waarin ze kritiek leverde op Fox News-presentator Tucker Carlson. Ze werkte onder meer bij Media Matters for America en Mother Jones.
In maart 2025 stelde ze zich kandidaat voor het Amerikaans Congres namens de Democratische Partij in het 9e congresdistrict van Illinois.

## Biografie
Abughazaleh groeide op in Dallas, Texas. Haar vader is Palestijns-Amerikaans en haar moeder komt uit een Texaanse familie met Republikeinse achtergrond. In haar tienerjaren verhuisde ze naar Tucson, Arizona, waar ze politiek bewuster en progressiever werd.
Ze studeerde Internationale betrekkingen aan de George Washington University, waar ze in 2020 afstudeerde.

### Media
Vanaf 2023 werkte Abughazaleh als senior videoproducer bij Media Matters, gespecialiseerd in rechtse media en desinformatie, vooral gericht op Fox News en Tucker Carlson. In mei 2024 werd ze ontslagen na juridische conflicten tussen Media Matters en Elon Musk omtrent berichtgeving over Twitter (X). Na haar vertrek werkte ze voor Mother Jones en bleef ze zelfstandig actief als politiek commentator via YouTube en TikTok.

### Politiek
In maart 2025 kondigde Abughazaleh haar kandidatuur aan voor het Congres namens de Democratische Partij in het 9e congresdistrict van Illinois. Haar campagne benadrukt progressieve thema’s zoals betaalbare woningen, gezondheidszorg, kinderopvang en klimaatrechtvaardigheid. Daarnaast bepleit ze een "menselijk buitenlands beleid", met bijzondere aandacht voor de rechten van Palestijnen en een kritische houding tegenover de Amerikaanse steun aan Israël tijdens de Gazaoorlog. Haar campagne kreeg veel aandacht door haar gebruik van sociale media en haar kritische houding ten opzichte van gevestigde Democraten en Republikeinen.

## Persoonlijk
Kat Abughazaleh heeft sinds 2024 een relatie met journalist Ben Collins.